# Duża Klonia
Duża Klonia (kaszub. Wielgô Kloniô) – wieś w Polsce, położona w województwie pomorskim, w powiecie chojnickim, w gminie Czersk. 
Duża Klonia leży w obszarze pogranicza kultury kaszubskiej i borowiackiej.
Wieś w sołectwie Rytel gminy Czersk, obejmującym miejscowości:  Rytel, Błota, Duża Klonia, Duże Wądoły, Karolewo, Konigort, Konigórtek, Leśnictwo Jeziórko, Leśnictwo Olszyny, Leśnictwo Ostrowy, Mała Klonia, Małe Wądoły, Młynki, Modrzejewo, Olszyny, Płecno, Rytel - Dworzec, Rytel - Nadleśnictwo, Uboga, Zapora. Powierzchnia sołectwa wynosi 8754 ha.
W latach 1975–1998 miejscowość administracyjnie należała do województwa bydgoskiego.